# 大宝寺 (愛知県南知多町)
大宝寺（だいほうじ）は、愛知県知多郡南知多町内海にある曹洞宗の寺院。山号は菅生山（すごうざん）。本尊は釈迦如来。開基は好堅尼。知多四国霊場四十四番札所。南知多三十三観音霊場二十七番札所。もくれんの寺として知られる。

## 歴史
師崎にご上座された弘法大師（空海）が、知多の地を布教伝導と修行をされながらまわられた際、岩屋の地から小野村、久村を過ぎ、峰づたいに名切村へ向かう途中。湧き出る山清水の美味しさにしばらく休憩した事から、硯石大師霊場として知られる様になった。文化6年（1809年）半田市小栗万蔵次女、好堅尼によって開かれた。昭和16年（1941年）、宗教団体法の実施の際、正式に菅生山　大宝寺となる。縁切り寺としても知られ、境内のもくれん観音には縁切りをもとめ、多くの参詣者が訪れる。

## アクセス
- 名鉄知多新線 内海駅より徒歩で約22分。